# 孙宅巍
孙宅巍（1940年—），男，江苏扬州人。中国历史学家。江苏省社会科学院历史研究所研究员，长期从事中国近现代史、民国史、南京大屠杀史研究。

## 生平
1940年10月出生。1962年毕业于南京大学历史系。曾在党政机关工作。1983年6月调入江苏省社会科学院历史研究所“南京大屠杀”编史筹备小组。1991年开始主持国家项目《南京大屠杀》课题，1997年以50余万字的篇幅正式出版。
他研究将南京大屠杀史的主要精力放在“人数”问题上，深入挖掘档案资料，发现了众多隐蔽的掩埋地点以及未完成掩埋尸体。

## 作品
主要著作有《南京大屠杀》(主编)、《黑色12·13》、《钟山硝烟》、《南京大屠杀与南京人口》、《南京大屠杀与尸体掩埋》、《南京大屠杀与南京军民的反抗》、《南京大屠杀与日军的预谋》等。